# Robert Herrmanns
Robert Herrmanns (* 25. Juli 1989 in Kirchheim unter Teck) ist ein deutscher Schauspieler.

## Leben
Nach dem Abitur 2009 begann er ein Schauspielstudium an der Universität Mozarteum Salzburg (Thomas Bernhard Institut), das er 2014 mit Diplom mit Auszeichnung abschloss. Vor und während des Studiums gastierte er  am Theater Koblenz, dem Salzburger Landestheater, bei den Salzburger Festspielen und am Theater Regensburg.
Zur Spielzeit 2014/15 wurde er fest am Theater Regensburg engagiert, wo er 6 Jahre blieb. Zur Spielzeit 2020/21 wechselte er an das Theater Altenburg Gera.
Im Laufe seiner Karriere arbeitete er u. a. mit den Regisseuren Peter Stein, Stefan Herheim, Tina Lanik, Amélie Niermeyer, Katrin Plötner, Klaus Kusenberg.
Beim Theatertreffen deutschsprachiger Schauspielstudierender 2013 in Berlin gewann er mit seinem Jahrgang den Ensemblepreis und den Publikumspreis. Der Film "Wolfgang Borchert", bei dem er die Titelrolle spielte, erhielt den Förderpreis des DOK-Fests München sowie die Nominierung zur Internationalen Kurzfilmwoche.
Neben dem Theater ist Robert Herrmanns als Sprecher und TV-Schauspieler tätig. So spielte er in 39 Folgen die durchgehende männliche Hauptrolle des Manu Wagenfeld in der Jugendserie dasbloghaus.tv des Bayerischen Rundfunks. Zudem war er in den ARD-Serien In aller Freundschaft und Sturm der Liebe sowie in der ZDF-Fernsehreihe Aktenzeichen XY ... ungelöst zu sehen. In der ersten Online-Snapchat-Serie des Bayerischen Rundfunks "iam.serafina" wirkte er in zwei Staffeln in der männlichen Hauptrolle des Max mit.
In den letzten Spielzeitpausen erarbeitete er Theaterstücke mit sozial benachteiligten Jugendlichen im Auftrag der Universität Lüneburg.